# Martin Storck

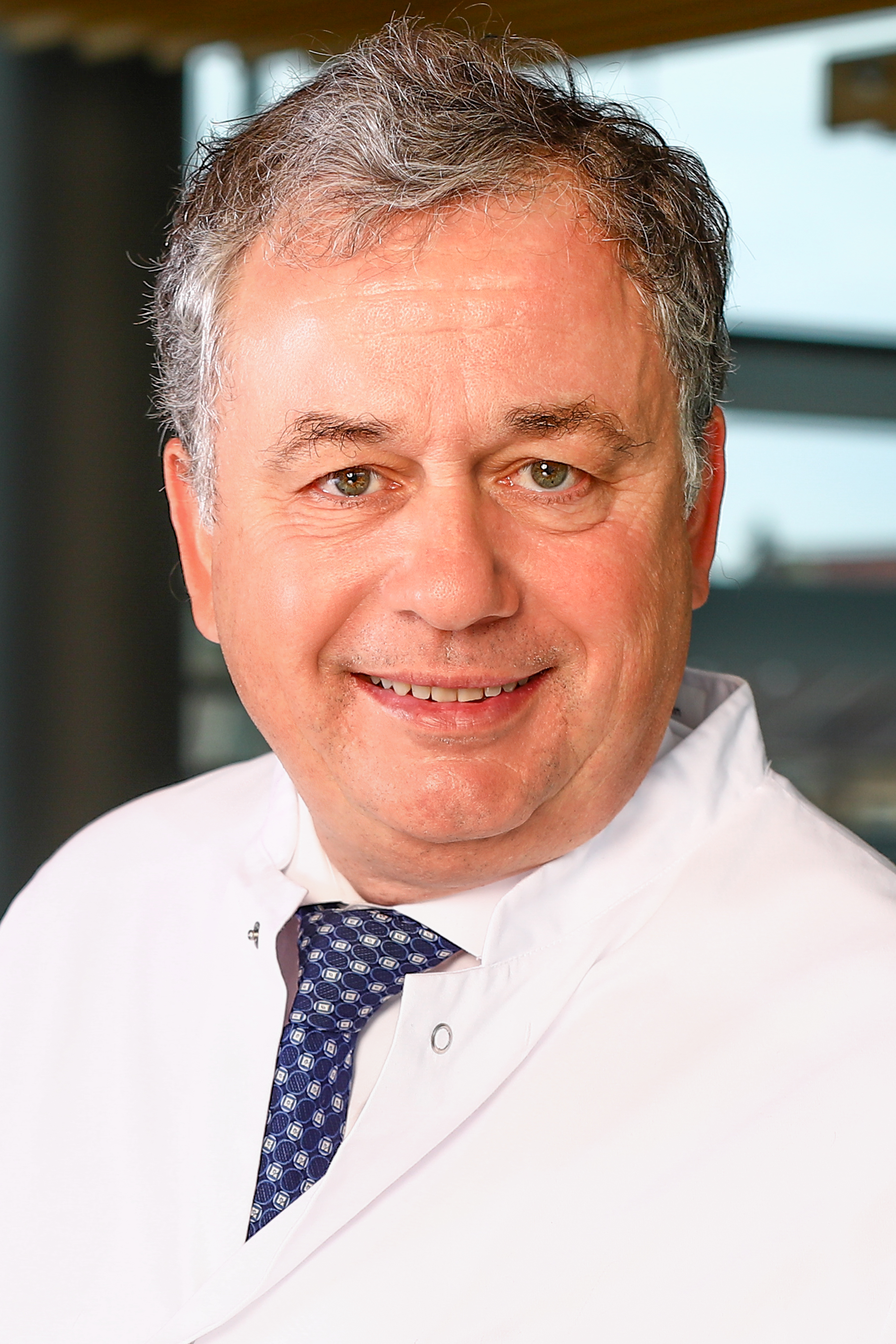
Martin Storck (2017)

Martin Storck (* 17. August 1961 in Essen) ist ein deutscher Gefäßchirurg und Professor an der Universität Freiburg. Er ist Direktor der Klinik für Gefäß- und Thoraxchirurgie des Städtischen Klinikums Karlsruhe. Storck ist besonders bekannt für seine wissenschaftlichen Arbeiten zu den Themen: Regenerationsvorgänge an der Gefäßwand und Xenotransplantations-Forschung sowie zur Qualitätssicherung und Versorgungsforschung in der Gefäßchirurgie. Martin Storck ist der Sohn der Harfenistin Helga Storck und des Cellisten Klaus Storck.

## Leben
Storck begann seinen beruflichen Werdegang 1987 als Chirurgischer Assistenzarzt im Klinikum Großhadern der Ludwig-Maximilians-Universität bei Georg Heberer. Die Promotion erfolgte an der Universität Köln über ein Thema zur experimentellen Gefäßchirurgie. 1991 wechselte er an den Lehrstuhl für Gefäß- und Thoraxchirurgie an die Universität Ulm, wo er nach Beendigung der Facharztweiterbildung die Facharztbezeichnungen Gefäßchirurgie und Thoraxchirurgie erwarb. In dieser Zeit (1991–2000) engagierte sich Storck auch auf dem Gebiet der Transplantationschirurgie (Niere, Pankreas, Leberentnahme) sowie in der Forschung im Bereich Xenotransplantation und Immunsuppression. Auf dem Gebiet der Gefäßchirurgie publizierte Storck regelmäßig zu Themen aus dem Bereich Qualitätssicherung vor allem beim Bauchaortenaneurysma und der Rekonstruktion der Halsschlagader (Arteria carotis). Storck stand der Qualitätssicherungskommission der Deutschen Gesellschaft für Gefäßchirurgie von 2006 bis 2014 vor. Nach der Habilitation wurde Storck bereits 1999 als Universitätsprofessor für Gefäßchirurgie an die Universität Marburg berufen, innerhalb des Lehrstuhles für Allgemein-, Viszeral-, Thorax- und Gefäßchirurgie. Weitere Stationen waren der Aufbau einer Gefäßchirurgischen Klinik 2001 im Park-Klinikum Leipzig (beim Herzzentrum Leipzig) sowie seit November 2004 die Position als Direktor der Klinik für Gefäß- und Thoraxchirurgie am Städtischen Klinikum Karlsruhe. 2005 erfolgte die Berufung auf eine außerplanmäßige Professur an der Universität Freiburg.
Storck ist als Violaspieler Mitglied des World Doctors Orchestra (WDO) und des Management Symphony Orchestras (TMS). Mit drei Kollegen in München, Hamburg und Dresden bildet er das Quartetto Vasculare.

## Wissenschaftlicher Beitrag
Storck ist Visiting Professor an der Hirosaki-Universität in Japan sowie in der Saudi-German Hospital Group im Nahen Osten. Seine internationale Vortragstätigkeit umfasst Vorträge im Nuffield Dept. of Surgery, University of Oxford, die Mitbegründung sowie regelmäßige Vorträge beim LINC-Kongresses in Leipzig, außerdem beim Charing Cross Symposium in London sowie beim Frank-Veith Symposium in New York sowie vielen weiteren nationalen und internationalen Kongressen. Auch als Thoraxchirurg ist Storck mit entsprechenden Publikationen aus dem Bereich der Thoraxonkologie klinisch und wissenschaftlich tätig, darunter Mitarbeit an einem Projekt zur Ploidiebestimmung von Lungentumoren gemeinsam mit Leroy Penfield Faber am Rush University Medical Center Chicago, USA.
Storcks Forschungstätigkeiten umfassen die Gebiete der Nierenersatztherapie beim akuten postoperativen Nierenversagen und experimentelle Untersuchungen zur Gefäßwandregeneration sowie die experimentelle Xenotransplantation im ex vivo Modell (im Rahmen eines größeren DFG-Projektes). Im Rahmen eines neuartigen experimentellen Verfahrens konnten in einer interdisziplinären Arbeitsgruppe erstmals transgene Organe von anderen Spezies mit Humanblut im Ex-Vivo Modell untersucht werden und hierbei die Mechanismen der Komplement-vermittelten, sog. „Hyperakuten Abstossung“ genauer untersucht und teilweise unterdrückt werden. Storck veröffentlichte eine Reihe von Publikationen zur Qualitätssicherung unter anderem bei Arteria carotis-Rekonstrukionen und Bauchaortenaneurysma. Als Mitglied der Fakultät der Universität Freiburg beteiligt sich Storck an der kurrikularen Lehre, der Ausbildung im Praktischen Jahr sowie bei der Abnahme von Staatsexamen.

## Wissenschaftliche Vereinigungen
Storck war und ist Mitglied in zahlreichen wissenschaftlichen Vereinigungen. Dazu zählen unter anderem:
- Vorstandsmitglied der Deutschen Gesellschaft für Gefäßchirurgie und Gefäßmedizin (DGG) (2012–2014)
- Bundesfachgruppe Gefäßchirurgie beim IQTIG Institut[10]
- Präsident der Deutsch-Japanischen Gesellschaft für Gefäßchirurgie (2014)
- Kongresspräsident beim 37. Vascular Workshop in Going, Österreich
- Präsident der Vereinigung Interdisziplinärerer Gefäßmediziner Süddeutschland[11]
- Vizepräsident und Past-Präsident des Wundverbund Südwest
- Präsident des Deutschen Wundrates[12]
- Expertengruppe Telematik beim Wissenschaftsministerium BW
- Deutsche Gesellschaft Chirurgie
- European Society of Vascular Surgery (ESVS)
- Society of Vascular Surgery / German Chapter (SVS)

## Ehrungen
- Qualitätsförderpreis Medizin des Sozialministeriums Baden-Württemberg für den Aufbau eines sektorübergreifenden Modells zur Versorgung chron. Wunden (gem. mit Kollegen und der AOK BW) (2009)
- Young Investigator Award des American College of Angiology (1999)
- USA – Stipendium der Deutschen Transplantationsgesellschaft (University of Madison Wisconsin, c/o Sollinger) (1996)[13]
- Alexis-Carrell Forschungspreis der Deutschen Gesellschaft für Gefäßchirurgie und Gefäßmedizin (1993)

## Publikationen
- Publikationsliste research gate
- Publikationsliste Storck Martin Pubmed (Auszug)